# 2017년 NC 다이노스 시즌
2017년 NC 다이노스 시즌은 KBO 리그에서 김경문 감독이 이끄는 프로 구단 NC 다이노스의 2017년 시즌을 일컫는다.

## 타이틀
- 아시아 프로야구 챔피언십 베스트 9: 박민우 (2루수)
- 아시아 프로야구 챔피언십 은메달: 장현식, 이민호, 구창모, 박민우, 김성욱
- 월드 베이스볼 클래식 국가대표: 김평호(코치), 임창민, 원종현, 김태군, 박석민
- 조아제약 프로야구대상 최고수비상: 손시헌
- 매직글러브: 김준완
- ADT캡스 수비상: 김태군 (포수), 권희동 (좌익수)
- 준플레이오프 MVP: 해커
- 와일드카드 결정전 MVP: 나성범
- 올스타 선발: 임창민 (마무리투수)
- 올스타전 추천선수: 김진성, 원종현, 모창민, 나성범
- OSEN 선정 포지션별 역대 최고 외인: 테임즈 (1루수)
- 컴투스프로야구 NC 다이노스 베스트 라인업: 박민우 (2루수), 나성범 (좌익수)
- 컴투스프로야구2022 타이틀홀더 라인업: 임창민 (구원투수), 이민호 (구원투수), 손시헌 (유격수)
- 컴투스프로야구 10년대 올스타: 김진성 (중계투수)
- 컴투스프로야구 삼성-NC-넥센 라인업: 해커 (선발투수), 이재학 (선발투수), 원종현 (중간계투), 임정호 (중간계투), 김태군 (포수), 박민우 (2루수), 손시헌 (유격수), 김성욱 (중견수), 나성범 (우익수), 이호준 (지명타자)
- 2루타: 나성범 (42)
- 고의4구: 나성범 (10)
- 희생타: 김태군 (18)
- 결승타: 나성범 (16)
- 구원승: 김진성 (10)
- 너클볼 타율: 스크럭스 (1.000)
- 너클볼 장타율: 스크럭스 (4.000)

### 퓨처스리그
- 아시아 윈터 베이스볼 리그 준우승: 배재환
- 플레이어스 초이스 어워드 퓨처스리그 우수선수상: 이원재
- 퓨처스 올스타: 김태현, 김진호, 조원빈, 이재율

## 선수단
- 선발투수: 해커, 맨쉽, 장현식, 구창모, 이재학
- 구원투수: 김진성, 원종현, 이민호, 임정호, 이형범, 강장산, 강리호, 민태호, 윤수호, 배재환, 정수민, 최금강
- 마무리투수: 임창민, 류재인, 최성영
- 포수: 김태군, 신진호, 김태우, 김종민, 박대온
- 1루수: 스크럭스, 모창민, 유영준, 조영훈
- 2루수: 박민우, 이상호
- 유격수: 손시헌, 지석훈, 노진혁, 황윤호, 김찬형
- 3루수: 박석민, 조평호, 도태훈
- 좌익수: 권희동, 이재율, 김준완
- 중견수: 이종욱, 김성욱, 윤병호
- 우익수: 나성범
- 지명타자: 이호준, 강진성, 강구성, 김종호, 이원재

## 여담
- 이호준은 9월 30일 구단 사상 최초의 은퇴 경기를 치르고 은퇴했다.
- 이 시즌 NC 다이노스는 사구 130개를 얻어내 KBO 리그 사상 단일 시즌 최다 사구를 기록했다.
- 나성범은 OPS 0.999를 기록해 0.001 차이로 OPS 1 달성에 실패했다.
- 나성범은 BABIP 0.413으로 규정 타석 충족 타자 중 KBO 리그 역대 단일 시즌 최고 기록을 세웠다.
- 박민우는 우측 타구 타율 0.657로 2013년 이후 규정 타석 충족 타자 중 단일 시즌 최고 기록을 세웠다.
- 스크럭스는 너클볼 타율 1.000, 너클볼 장타율 4.000으로 2013년 이후 규정 타석 충족 타자 중 단일 시즌 최고 기록을 세웠다.
- 이호준은 이 시즌을 끝으로 은퇴하여, KBO 리그 역대 주포지션이 타자였던 선수 중 통산 최저 사이영포인트(-7.4) 기록을 세웠다.
- 이호준은 만 40세 때부터의 통산 3루 도루 1개로 2013년 이후 KBO 리그 40대 타자 통산 최다 기록을 세웠다.
- 임정호는 포스트시즌에서 3경기 0이닝 4실점 3자책점으로 부진했다.
- 2018 신인드래프트를 통해 지명된 김형준은 이만수 포수상의 초대 수상자다.
- 김진호, 김태현, 김태군은 경찰 야구단 마지막 기수로 입대했다.
- 조평호는 KBO 퓨처스리그 사상 최초로 통산 3000타석을 달성했다.
- 이 시즌은 현재까지 김경문 감독이 포스트시즌에 진출한 마지막 시즌으로, 김경문 감독은 감독 통산 포스트시즌 42패를 기록하여 이 부문 KBO 리그 역대 최다 기록을 보유하고 있다.

## 변동 사항
- 2016년 11월 25일 보류 명단에서 재크 스튜어트를 제외시키고 재계약을 하지 않았다.
- 2016년 11월 29일 에릭 테임즈가 밀워키 브루어스로 이적하게 되었다. 그 후 2016년 12월 27일 새로운 외국인 타자로 재비어 스크러그스를 영입하였다.
- 2017년 1월 23일 새로운 외국인 투수로 재프 맨쉽을 영입하였다. 또한 2016년 12월 26일 새로운 외국인 타자로 재비어 스크러그스를 영입하였다.
- 용덕한이 KBO 리그에서 은퇴했다. 현재 NC 다이노스 1군 배터리코치로 일하고 있다.
- 2016년 11월 23일 연천미라클 야구단의 내야수 윤국영을 영입했다.
- 2015년 입대한 경찰청 야구단에 입대한 심규범, 유영준과 상무 야구단에 입대한 노성호, 노진혁, 박으뜸이 전역했다.
- 2016시즌이 끝나고 김태진, 임서준이 경찰청 야구단으로, 강민국, 최승민이 상무 야구단으로 각각 입대하였다.
- 고창성, 배건하, 서보민, 이강혁, 이준우, 이지혁, 임제우, 최재혁을 방출하였다.

## 월별 경기 결과
비시즌 전지훈련을 위하여 미국 애리조나 투산에서 1차 캠프를 LA에서 2차 캠프를 열었다. 전지훈련기간 동안 kt 위즈 등의 팀과의 평가전을 통해 7승 6패를 기록했다.
2017 타이어뱅크 KBO 리그 시범경기에서 5승 3패 3무로 2위를 기록했다.
| 순위 | 구단        | 경기 | 승 | 무 | 패 | 승률 | 연속 | 게임차 |
| ---- | ----------- | ---- | -- | -- | -- | ---- | ---- | ------ |
| 2위  | NC 다이노스 | 11   | 5  | 3  | 3  | .625 | 4승  | 3.0    |

3월 ~ 4월 경기결과
2017년 3월 31일 롯데 자이언츠와 마산종합운동장 야구장에서 개막전을 시작으로 144경기의 대장정에 돌입하였다.
선발 투수들의 잦은 부상으로 초반 스타트가 좋지 못했다. 2년만의 롯데 자이언츠전 루징시리즈를 시작으로 선발 투수들의 연이은 난조 속에 팀 성적 또한 부진하였다.
하지만 4월말로 가면서 불펜투수들의 연이은 호투와 제프 맨쉽의 맹활약에 힘입어 9연승을 달리는 등 반등하였으며, 1위 KIA 타이거즈에 이어 단독 2위로 4월을 마치게 된다.
제프 맨쉽은 4월 월간 MVP에 선정되었다.
| 날짜            | 상대팀        | 구장                   | 결과        |
| --------------- | ------------- | ---------------------- | ----------- |
| 2017년 3월 31일 | 롯데 자이언츠 | 마산종합운동장 야구장  | 6 - 5 (승)  |
| 2017년 4월 1일  | 롯데 자이언츠 | 마산종합운동장 야구장  | 0 - 3 (패)  |
| 2017년 4월 2일  | 롯데 자이언츠 | 마산종합운동장 야구장  | 4 - 12 (패) |
| 2017년 4월 4일  | 한화 이글스   | 대전한화생명이글스파크 | 0 - 6 (패)  |
| 2017년 4월 5일  | 한화 이글스   | 대전한화생명이글스파크 | 우천취소    |
| 2017년 4월 6일  | 한화 이글스   | 대전한화생명이글스파크 | 5 - 2 (승)  |
| 2017년 4월 7일  | SK 와이번스   | 인천SK행복드림구장     | 5 - 3 (승)  |
| 2017년 4월 8일  | SK 와이번스   | 인천SK행복드림구장     | 2 - 9 (패)  |
| 2017년 4월 9일  | SK 와이번스   | 인천SK행복드림구장     | 5 - 8 (패)  |
| 2017년 4월 11일 | LG 트윈스     | 마산종합운동장 야구장  | 4 - 3 (승)  |
| 2017년 4월 12일 | LG 트윈스     | 마산종합운동장 야구장  | 5 - 0 (승)  |
| 2017년 4월 13일 | LG 트윈스     | 마산종합운동장 야구장  | 3 - 1 (승)  |
| 2017년 4월 14일 | 두산 베어스   | 마산종합운동장 야구장  | 6 - 10 (패) |
| 2017년 4월 15일 | 두산 베어스   | 마산종합운동장 야구장  | 2 - 11 (패) |
| 2017년 4월 16일 | 두산 베어스   | 마산종합운동장 야구장  | 4 - 0 (승)  |
| 2017년 4월 18일 | 롯데 자이언츠 | 사직야구장             | 8 - 3 (승)  |
| 2017년 4월 19일 | 롯데 자이언츠 | 사직야구장             | 8 - 2 (승)  |
| 2017년 4월 20일 | 롯데 자이언츠 | 사직야구장             | 5 - 4 (승)  |
| 2017년 4월 21일 | 삼성 라이온즈 | 대구삼성라이온즈파크   | 4 - 4 (무)  |
| 2017년 4월 22일 | 삼성 라이온즈 | 대구삼성라이온즈파크   | 14 - 6 (승) |
| 2017년 4월 23일 | 삼성 라이온즈 | 대구삼성라이온즈파크   | 6 - 3 (승)  |
| 2017년 4월 25일 | KT 위즈       | 마산종합운동장 야구장  | 2 - 1 (승)  |
| 2017년 4월 26일 | KT 위즈       | 마산종합운동장 야구장  | 11 - 4 (승) |
| 2017년 4월 27일 | KT 위즈       | 마산종합운동장 야구장  | 3 - 0 (승)  |
| 2017년 4월 28일 | KIA 타이거즈  | 광주기아챔피언스필드   | 3 - 9 (패)  |
| 2017년 4월 29일 | KIA 타이거즈  | 광주기아챔피언스필드   | 8 - 6 (승)  |
| 2017년 4월 30일 | KIA 타이거즈  | 광주기아챔피언스필드   | 12 - 1 (승) |

3월 ~ 4월 월간 성적
| 구단        | 경기 | 승 | 무 | 패 | 승률  | 최다 연승 | 최다 연패 |
| ----------- | ---- | -- | -- | -- | ----- | --------- | --------- |
| NC 다이노스 | 26   | 17 | 1  | 8  | 0.680 | 9         | 3         |

5월
4월에 이어 여전히 선발진은 불안했다. 4월 MVP였던 제프 맨쉽이 팔꿈치 부상을 당하면서 단 한 경기에만 출장하였다.
오직 에릭 해커만이 5경기 34이닝 ERA 2.38로 제 역할을 해주었다. 맨쉽의 공백을 메우기 위해 이민호, 정수민, 강윤구 등이 선발로 나섰지만 5경기에서 16이닝 ERA 9.00의 성적을 남기며 공백을 메우지 못했다. 
기존 로테이션을 돌던 최금강과 구창모는 매경기 들쭉날쭉한 모습을 보이며 안정적인 선발의 역할을 하지 못했다.
타선 또한 전체적으로 부진하며 5월 한달 동안 12승 13패를 기록하였으며, 순위는 그대로 단독 2위를 유지하게 된다.
| 날짜            | 상대팀        | 구장                  | 결과        |
| --------------- | ------------- | --------------------- | ----------- |
| 2017년 5월 2일  | LG 트윈스     | 서울종합운동장 야구장 | 2 - 1 (승)  |
| 2017년 5월 3일  | LG 트윈스     | 서울종합운동장 야구장 | 0 - 13 (패) |
| 2017년 5월 4일  | LG 트윈스     | 서울종합운동장 야구장 | 3 - 4 (패)  |
| 2017년 5월 5일  | 삼성 라이온즈 | 마산종합운동장 야구장 | 7 - 2 (승)  |
| 2017년 5월 6일  | 삼성 라이온즈 | 마산종합운동장 야구장 | 1 - 12 (패) |
| 2017년 5월 7일  | 삼성 라이온즈 | 마산종합운동장 야구장 | 13 - 3 (승) |
| 2017년 5월 9일  | 넥센 히어로즈 | 마산종합운동장 야구장 | 우천취소    |
| 2017년 5월 10일 | 넥센 히어로즈 | 마산종합운동장 야구장 | 3 - 0 (승)  |
| 2017년 5월 11일 | 넥센 히어로즈 | 마산종합운동장 야구장 | 1 - 2 (패)  |
| 2017년 5월 12일 | KT 위즈       | 수원KT위즈파크        | 8 - 5 (승)  |
| 2017년 5월 13일 | KT 위즈       | 수원KT위즈파크        | 2 - 5 (패)  |
| 2017년 5월 14일 | KT 위즈       | 수원KT위즈파크        | 5 - 10 (패) |
| 2017년 5월 16일 | 두산 베어스   | 서울종합운동장 야구장 | 2 - 1 (승)  |
| 2017년 5월 17일 | 두산 베어스   | 서울종합운동장 야구장 | 2 - 1 (승)  |
| 2017년 5월 18일 | 두산 베어스   | 서울종합운동장 야구장 | 4 - 7 (패)  |
| 2017년 5월 19일 | SK 와이번스   | 마산종합운동장 야구장 | 1 - 11 (패) |
| 2017년 5월 20일 | SK 와이번스   | 마산종합운동장 야구장 | 1 - 0 (승)  |
| 2017년 5월 21일 | SK 와이번스   | 마산종합운동장 야구장 | 4 - 9 (패)  |
| 2017년 5월 23일 | 넥센 히어로즈 | 고척스카이돔          | 15 - 4 (승) |
| 2017년 5월 24일 | 넥센 히어로즈 | 고척스카이돔          | 5 - 4 (승)  |
| 2017년 5월 25일 | 넥센 히어로즈 | 고척스카이돔          | 13 - 3 (승) |
| 2017년 5월 26일 | 한화 이글스   | 마산종합운동장 야구장 | 5 - 3 (승)  |
| 2017년 5월 27일 | 한화 이글스   | 마산종합운동장 야구장 | 1 - 6 (패)  |
| 2017년 5월 28일 | 한화 이글스   | 마산종합운동장 야구장 | 1 - 8 (패)  |
| 2017년 5월 30일 | KIA 타이거즈  | 마산종합운동장 야구장 | 7 - 9 (패)  |
| 2017년 5월 31일 | KIA 타이거즈  | 마산종합운동장 야구장 | 2 - 10 (패) |

5월 월간 성적
| 구단        | 경기 | 승 | 무 | 패 | 승률  | 최다 연승 | 최다 연패 |
| ----------- | ---- | -- | -- | -- | ----- | --------- | --------- |
| NC 다이노스 | 25   | 12 | 0  | 13 | 0.480 | 4         | 4         |

6월
| 날짜            | 상대팀        | 구장                  | 결과         |
| --------------- | ------------- | --------------------- | ------------ |
| 2017년 6월 1일  | KIA 타이거즈  | 마산종합운동장 야구장 | 8 - 7 (승)   |
| 2017년 6월 2일  | LG 트윈스     | 서울종합운동장 야구장 | 4 - 1 (승)   |
| 2017년 6월 3일  | LG 트윈스     | 서울종합운동장 야구장 | 4 - 3 (승)   |
| 2017년 6월 4일  | LG 트윈스     | 서울종합운동장 야구장 | 6 - 5 (승)   |
| 2017년 6월 6일  | 롯데 자이언츠 | 마산종합운동장 야구장 | 4 - 5 (패)   |
| 2017년 6월 7일  | 롯데 자이언츠 | 마산종합운동장 야구장 | 12 - 4 (승)  |
| 2017년 6월 8일  | 롯데 자이언츠 | 마산종합운동장 야구장 | 16 - 0 (승)  |
| 2017년 6월 9일  | KT 위즈       | 마산종합운동장 야구장 | 6 - 5 (승)   |
| 2017년 6월 10일 | KT 위즈       | 마산종합운동장 야구장 | 4 - 1 (승)   |
| 2017년 6월 11일 | KT 위즈       | 마산종합운동장 야구장 | 5 - 0 (승)   |
| 2017년 6월 13일 | 넥센 히어로즈 | 고척스카이돔          | 14 - 5 (승)  |
| 2017년 6월 14일 | 넥센 히어로즈 | 고척스카이돔          | 4 - 8 (패)   |
| 2017년 6월 15일 | 넥센 히어로즈 | 고척스카이돔          | 9 - 8 (승)   |
| 2017년 6월 16일 | 두산 베어스   | 서울종합운동장 야구장 | 11 - 5 (승)  |
| 2017년 6월 17일 | 두산 베어스   | 서울종합운동장 야구장 | 4 - 14 (패)  |
| 2017년 6월 18일 | 두산 베어스   | 서울종합운동장 야구장 | 11 - 13 (패) |
| 2017년 6월 20일 | SK 와이번스   | 인천SK행복드림구장    | 1 - 7 (패)   |
| 2017년 6월 21일 | SK 와이번스   | 인천SK행복드림구장    | 2 - 1 (승)   |
| 2017년 6월 22일 | SK 와이번스   | 인천SK행복드림구장    | 6 - 13 (패)  |
| 2017년 6월 23일 | KIA 타이거즈  | 마산종합운동장 야구장 | 4 - 1 (승)   |
| 2017년 6월 24일 | KIA 타이거즈  | 마산종합운동장 야구장 | 6 - 1 (승)   |
| 2017년 6월 25일 | KIA 타이거즈  | 마산종합운동장 야구장 | 9 - 6 (승)   |
| 2017년 6월 27일 | 넥센 히어로즈 | 마산종합운동장 야구장 | 7 - 2 (승)   |
| 2017년 6월 28일 | 넥센 히어로즈 | 마산종합운동장 야구장 | 9 - 3 (승)   |
| 2017년 6월 29일 | 넥센 히어로즈 | 마산종합운동장 야구장 | 우천취소     |
| 2017년 6월 30일 | 롯데 자이언츠 | 사직야구장            | 0 - 9 (패)   |

6월 월간 성적
| 구단        | 경기 | 승 | 무 | 패 | 승률  | 최다 연승 | 최다 연패 |
| ----------- | ---- | -- | -- | -- | ----- | --------- | --------- |
| NC 다이노스 | 25   | 18 | 0  | 7  | 0.720 | 6         | 2         |